# 異毛鼻鯰
異毛鼻鯰（学名：Trichomycterus dispar），為輻鰭魚綱鯰形目毛鼻鯰科的其中一種。分布於南美洲秘魯安地斯山脈高山河流，體長可達26公分。

## 扩展阅读
維基物種上的相關：異毛鼻鯰